# 제35회 골든 래즈베리상
제35회 골든 래즈베리상은 2014년 영화를 대상으로 2015년 2월에 열린 시상식이다.

## 수상 및 후보

### 최악의 작품상
- 세이빙 크리스마스 - 대런 돈 수상
- 레프트 비하인드 - 빅 암스트롱
- 헤라클레스 : 레전드 비긴즈 - 레니 할린
- 닌자터틀 - 조나단 리브스만
- 트랜스포머: 사라진 시대 - 마이클 베이

### 최악의 남우주연상
- 세이빙 크리스마스 - 커크 캐머런 수상
- 레프트 비하인드 - 니콜라스 케이지
- 헤라클레스 : 레전드 비긴즈 - 켈란 루츠
- 밀리언 웨이즈 - 세스 맥팔레인
- 블렌디드 - 아담 샌들러

### 최악의 여우주연상
- S테이프 - 카메론 디아즈 수상
- 블렌디드 - 드류 베리모어
- 타미 - 멜리사 맥카시
- 밀리언 웨이즈 - 샤를리즈 테론
- 헤라클레스 : 레전드 비긴즈 - 가이아 와이즈

### 최악의 남우조연상
- 익스펜더블 3 - 켈시 그래머 수상
- 익스펜더블 3 - 멜 깁슨
- 블렌디드 - 샤키 오닐
- 익스펜더블 3 - 아놀드 슈왈제네거
- 폼페이: 최후의 날 - 키퍼 서덜랜드

### 최악의 여우조연상
- 닌자터틀 - 메간 폭스 수상
- 애니 - 카메론 디아즈
- 트랜스포머: 사라진 시대 - 니콜라 펠츠
- 타미 - 수잔 서랜든
- 세이빙 크리스마스 - Brigitte Ridenour

### 최악의 감독상
- 트랜스포머: 사라진 시대 - 마이클 베이 수상
- 세이빙 크리스마스 - 대런 돈
- 헤라클레스 : 레전드 비긴즈 - 레니 할린
- 닌자터틀 - 조나단 리브스만
- 밀리언 웨이즈 - 세스 맥팔레인

### 최악의 각본상
- 세이빙 크리스마스 - 대런 돈 외 1명 수상
- 레프트 비하인드 - 폴 라론드 외 1명
- S테이프 - 케이트 안젤로 외 2명
- 트랜스포머: 사라진 시대 - 에런 크러거
- 닌자터틀 - 에번 도허티 외 2명

### 최악의 속편상
- 애니 - 윌 글럭 수상
- 아틀라스 슈러그드: 파트 3 - 제임스 마네라
- 헤라클레스 : 레전드 비긴즈 - 레니 할린
- 닌자터틀 - 조나단 리브스만
- 트랜스포머: 사라진 시대 - 마이클 베이

### 최악의 콤보상
- 세이빙 크리스마스 - 커크 캐머런 & His Ego 수상
- 트랜스포머: 사라진 시대 - Any Two Robots, Actors
- S테이프 - 카메론 디아즈 & 제이슨 세걸
- 헤라클레스 : 레전드 비긴즈 - 켈란 루츠 & Either His Abs, His Pecs or His Glutes
- 밀리언 웨이즈 - 세스 맥팔레인 & 샤를리즈 테론

### 만회상
- 나를 찾아줘 - 벤 애플렉 수상
- 케이크 - 제니퍼 애니스톤
- 슈퍼맨 : 셰프 고든의 전설 - 마이크 마이어스
- 존 윅 - 키아누 리브스
- 캠프 엑스레이 - 크리스틴 스튜어트